# Aldo Giuffré
Aldo Giuffré (Napoli, 10 aprile 1924 – Roma, 26 giugno 2010) è stato un attore e doppiatore italiano.
È stato anche regista, drammaturgo e scrittore. Ha scritto quattro romanzi ed è noto al grande pubblico anche per il suo sodalizio artistico con il fratello Carlo.

## Biografia
Arrivò direttamente dal teatro, dove visse una lunga gavetta che gli consentì di sperimentarsi in diversi stili espressivi, sviluppando una grande versatilità che lo fece oscillare con estrema facilità dal comico al drammatico. Debuttò nel 1947 in Napoli milionaria con la compagnia di Eduardo De Filippo, che fu il suo primo grande maestro, ma non l'unico: importanti furono nel suo percorso anche Giorgio Strehler e Cesco Baseggio. Nel giugno del 1979 un'operazione alla corda vocale sinistra lo privò della sua pastosa voce, ma non gli impedì di continuare nella recitazione.

### La radio
Entrò in radio non ancora ventenne, quando fu assunto presso la sede di Napoli come annunciatore. Passato alla Rai di Roma, dai microfoni di via Asiago annunciò, il 25 aprile 1945, la fine della guerra. Non dimenticò mai, tuttavia, la radio, ai cui microfoni interpretò radiodrammi e testi teatrali, da La fidanzata del bersagliere (1960) a O di uno o di nessuno di Pirandello (1965), da Il compleanno di Pinter (1965) a Improvvisamente una notte di Paso (1967), da I corvi del signor Walsh di Sheimer a Il malato immaginario di Molière, passando per trasmissioni di intrattenimento come Gran varietà, Voi ed io (settembre 1970 e novembre 1973), Ciao domenica (1974), Tutti insieme alla radio (riusciranno i nostri ascoltatori a farvi divertire per un'intera mattinata?) dal 26 aprile al 2 luglio 1976 dal lunedì al venerdì dalle 10,35 alle 12,10 su Radiodue Radiorai (1976) e Più di così... (1977).

### Il teatro
Tornato a Napoli, recitò dal 1947 al 1950 nuovamente nella compagnia di Eduardo De Filippo (Filumena Marturano, Questi fantasmi!, Le bugie con le gambe lunghe, Le voci di dentro, La grande magia, La paura numero uno) con la quale rimase fino al 1952, abbandonandola di tanto in tanto per interpretare, nonostante il suo passato artistico dialettale, i grandi classici del palcoscenico come Čechov e Goldoni, nelle elaborazioni di Luchino Visconti e Anna Magnani.
Affrontò ancora il teatro in lingua nel 1950, debuttando a Roma con Andreina Pagnani in Chéri di Colette. Dopo aver lavorato con Luchino Visconti a Roma e Virginio Puecher a Napoli, si trasferì al Piccolo Teatro di Milano, offrendo una memorabile interpretazione in Le notti dell'ira (1964, per la regia di Giorgio Strehler). Nella stagione teatrale 1972-1973 iniziò a recitare insieme col fratello Carlo (nella commedia Un coperto di più di Maurizio Costanzo), con il quale formò poi una compagnia durata circa dieci anni.

### Il cinema
L'approdo al cinema avvenne nel 1947, mentre ancora lavorava con Eduardo De Filippo. Esordì nel film drammatico Assunta Spina di Mario Mattoli, con Anna Magnani dimostrando di essere in grado di cimentarsi anche con un genere così intenso. Recitò in altri vari film tra cui Ieri, oggi, domani di Vittorio De Sica (1963) e Il buono, il brutto, il cattivo (1966) di Sergio Leone, passando per innumerevoli film con Totò fino alle commedie degli anni settanta. La sua ultima apparizione cinematografica fu in La repubblica di San Gennaro di Massimo Costa (2003). Nel corso della sua lunga carriera, circa sessant'anni, Aldo Giuffré ha ricevuto numerosi premi in campo teatrale, cinematografico e televisivo, tra i quali per due volte il Premio Simpatia (1974 e 1984) in Campidoglio e una candidatura al David di Donatello per il film Mi manda Picone di Nanni Loy.

### La televisione
Dal 1960 si dedicò soprattutto alla televisione: inaugurò nel 1961 le trasmissioni del secondo canale con La trincea di Dessì e continuò prendendo parte a numerose commedie e conducendo alcune trasmissioni di varietà grazie alle sue doti di attore che si rivelarono al pubblico del piccolo schermo nelle numerose apparizioni in spettacoli di prosa. Partecipò anche ad originali e sceneggiati televisivi, tra cui La figlia del capitano (1965), nel ruolo del tenente Svabrin, gli episodi della serie Le avventure di Laura Storm, L'eredità della priora (1980) tratto dall'omonimo romanzo di Carlo Alianello. Nel 1973 condusse il varietà Senza rete.

## Vita privata
È stato sposato, in seconde nozze, con l'attrice Liana Trouché, morta nel 1981 in un incidente stradale. Dalla loro unione, nel 1965, era nata Jessica. In seguito Giuffré ha incontrato la terza moglie, Elena Pranzo Zaccaria, rimasta al suo fianco fino alla morte dell'artista, giunta all'età di 86 anni all'ospedale San Filippo Neri di Roma la notte del 26 giugno 2010. I funerali si celebrarono il 30 giugno a Roma presso la chiesa della Beata Vergine Maria Immacolata alla Giustiniana; l'attore venne quindi sepolto nel cimitero Flaminio. 
Il 30 aprile 2024 il comune di Napoli gli ha dedicato una scalinata nel quartiere Vomero.

## Filmografia

### Cinema

Aldo Giuffré (a destra) con Pietro Carloni e Totò in una scena del film Totò contro il pirata nero

- Assunta Spina, regia di Mario Mattoli (1948)
- L'imperatore di Capri, regia di Luigi Comencini (1949)
- I cadetti di Guascogna, regia di Mario Mattoli (1950)
- Vita da cani, regia di Steno e Monicelli (1950)
- Napoli milionaria, regia di Eduardo De Filippo (1950)
- Tototarzan, regia di Mario Mattoli (1950)
- Totò sceicco, regia di Mario Mattoli (1950)
- Filumena Marturano, regia di Eduardo De Filippo (1951)
- Totò terzo uomo, regia di Mario Mattoli (1951)
- Il padrone del vapore, regia di Mario Mattoli (1951)
- Guardie e ladri, regia di Steno e Monicelli (1951)
- La macchina ammazzacattivi, regia di Roberto Rossellini (1952)
- Cinque poveri in automobile, regia di Mario Mattoli (1952)
- La figlia del diavolo, regia di Primo Zeglio (1952)
- Un turco napoletano, regia di Mario Mattoli (1953)
- Capitan Fantasma, regia di Primo Zeglio (1953)
- Ti ho sempre amato!, regia di Mario Costa (1953)
- Villa Borghese, regia di Gianni Franciolini (1953)
- Carosello napoletano, regia di Ettore Giannini (1954)
- Il medico dei pazzi, regia di Mario Mattoli (1954)
- Le signorine dello 04, regia di Gianni Franciolini (1955)
- Totò all'inferno, regia di Camillo Mastrocinque (1955)
- Racconti romani, regia di Gianni Franciolini (1955)
- Peccato di castità, regia di Gianni Franciolini (1956)
- I giorni più belli, regia di Mario Mattoli (1956)
- Malafemmena, regia di Armando Fizzarotti (1957)
- Rascel Marine, regia di Guido Leoni (1958)
- Lui, lei e il nonno, regia di Anton Giulio Majano (1959)
- I magliari, regia di Francesco Rosi (1959)
- Juke box - Urli d'amore, regia di Mauro Morassi (1959)
- I piaceri del sabato notte, regia di Daniele D'Anza (1960)
- Il carabiniere a cavallo, regia di Carlo Lizzani (1961)
- Il re di Poggioreale, regia di Duilio Coletti (1961)
- I due nemici (The Best of Enemies), regia di Guy Hamilton (1961)
- Il segugio, regia di Bernard Roland (1962)
- I due della legione, regia di Lucio Fulci (1962)
- Le quattro giornate di Napoli, regia di Nanni Loy (1962)
- I cuori infranti, regia di Vittorio Caprioli, episodio La manina di Fatma (1963)
- Il giorno più corto, regia di Sergio Corbucci (1963) – non accreditato
- Ieri, oggi, domani, regia di Vittorio De Sica, episodio Adelina (1963)
- Ercole sfida Sansone, regia di Pietro Francisci (1963)
- Totò contro il pirata nero, regia di Fernando Cerchio (1964)
- I marziani hanno 12 mani, regia di Castellano e Pipolo (1964)
- Due mafiosi nel Far West, regia di Giorgio Simonelli (1964)
- L'idea fissa, regia di Gianni Puccini, episodio L'ultima carta (1964)
- Letti sbagliati, regia di Steno, episodio Il complicato (1965)
- Gli amanti latini, regia di Mario Costa, episodio Il telefono consolatore (1965)
- Made in Italy, regia di Nanni Loy, episodio Usi e costumi (1965)
- Spiaggia libera, regia di Marino Girolami (1965)
- La fabbrica dei soldi, regia di Jean-Claude Roy, Juan Estelrich e Riccardo Pazzaglia (1965)
- Il buono, il brutto, il cattivo, regia di Sergio Leone (1966)
- I diamanti che nessuno voleva rubare, regia di Gino Mangini (1967)
- Questi fantasmi, regia di Renato Castellani (1967)
- La più bella coppia del mondo, regia di Camillo Mastrocinque (1968)
- Certo, certissimo, anzi... probabile, regia di Marcello Fondato (1969)
- Scacco alla regina, regia di Pasquale Festa Campanile (1969)
- Con quale amore, con quanto amore, regia di Pasquale Festa Campanile (1970)
- Cerca di capirmi, regia di Mariano Laurenti (1970)
- Quando le donne avevano la coda, regia di Pasquale Festa Campanile (1970)
- Quando gli uomini armarono la clava e... con le donne fecero din-don, regia di Bruno Corbucci (1971)
- La strana legge del dott. Menga, regia di Fernando Merino (1971)
- Ettore lo fusto, regia di Enzo G. Castellari (1972)
- La violenza: quinto potere, regia di Florestano Vancini (1972)
- Furto di sera bel colpo si spera, regia di Mariano Laurenti (1973)
- Gli eroi, regia di Duccio Tessari (1973)
- Il tuo piacere è il mio, regia di Claudio Racca (1973)
- Il brigadiere Pasquale Zagaria ama la mamma e la polizia, regia di Luca Davan (1973)
- Pasqualino Cammarata... capitano di fregata, regia di Mario Amendola (1974)
- Il testimone deve tacere, regia di Giuseppe Rosati (1974)
- Sesso in testa, regia di Sergio Ammirata (1974)
- Prostituzione, regia di Rino Di Silvestro (1974)
- Colpo in canna, regia di Fernando Di Leo (1974)
- Gente di rispetto, regia di Luigi Zampa (1975)
- Chi dice donna dice donna, regia di Tonino Cervi, episodio La signorina X (1976)
- L'adolescente, regia di Alfonso Brescia (1976)
- Prima notte di nozze, regia di Corrado Prisco (1976)
- Oh, Serafina!, regia di Alberto Lattuada (1976)
- Tre sotto il lenzuolo, regia di Michele Massimo Tarantini (1979)
- Ciao marziano, regia di Pier Francesco Pingitore (1980)
- Zappatore, regia di Alfonso Brescia (1980)
- Carcerato, regia di Alfonso Brescia (1981)
- Per favore, occupati di Amelia, regia di Flavio Mogherini (1982)
- Mi manda Picone, regia di Nanni Loy (1984)
- L'ultima scena, regia di Nino Russo (1988)
- Mortacci, regia di Sergio Citti (1989)
- Scugnizzi, regia di Nanni Loy (1989)
- Il mare, non c'è paragone, regia di Eduardo Tartaglia (2002)
- Rosa Funzeca, regia di Aurelio Grimaldi (2002)
- La repubblica di San Gennaro, regia di Massimo Costa (2003)

### Televisione
- Madre allegria di Luigi F. De Sevilla e R. Sepulveda, regia di Anton Giulio Majano, trasmessa il 24 dicembre 1954.
- I masnadieri di Friedrich Schiller, regia di Anton Giulio Majano, trasmessa il 2 ottobre 1959.
- Tre poveri in campagna, regia di Peppino De Filippo, trasmessa il 25 settembre 1960.
- Macbeth di William Shakespeare, regia di Alessandro Brissoni, trasmessa il 4 novembre 1960.
- Tenente Sheridan (2 episodi, 1959-1960)
- Racconti dell'Italia di ieri - Terno secco – film TV (1961)
- La trincea, regia di Vittorio Cottafavi – film TV (1961)
- Ancora un giorno, atto unico di Joseph Conrad, regia di Flaminio Bollini, trasmesso il 8 febbraio 1962.
- Racconti dell'Italia di oggi - Una lapide in Via Mazzini – film TV (1962)
- Operazione Vega, regia di Vittorio Cottafavi – film TV (1962)
- Scherzoso ma non troppo – film TV (1964)
- Antonello capobrigante calabrese, regia di Ottavio Spadaro – film TV (1964)
- La maschera e il volto – film TV (1964)
- La potenza delle tenebre, regia di Vittorio Cottafavi – film TV (1965)
- La figlia del capitano, regia di Leonardo Cortese – miniserie TV (1965)
- La sera del sabato – film TV (1966)
- Le avventure di Laura Storm – serie TV, 7 episodi (1965-1966)
- L'idolo delle scene – film TV (1967)
- Il mestiere di vincere – miniserie TV (1968)
- Nero Wolfe – serie TV, episodio 1x03 (1969)
- Quel negozio di piazza Navona – miniserie TV (1969)
- Un mese in campagna, regia di Sandro Bolchi (1969)
- Mai di sabato signora Lisistrata, regia di Vito Molinari (1971)
- L'eredità della priora, tratto dall'omonimo romanzo di Carlo Alianello, regia di Anton Giulio Majano (1980)
- Aeroporto internazionale – serie TV (1985)
- Il morso del serpente, regia di Luigi Parisi – film TV (2001)
- Suherio – film TV (2004)
- L'inferno della Poesia Napoletana - Versi proibiti, ma tanto graditi

Aldo Giuffré partecipò inoltre ad alcune serie di sketch della rubrica pubblicitaria televisiva Carosello pubblicizzando:
- nel 1958, le caramelle Golia della Caremoli
- nel 1960, la benzina Esso (solo voce, con Alighiero Noschese)
- nel 1962, le lavatrici Candy
- nel 1967, la pasta Agnesi
- nel 1968, con Lina Trouché le macchine per cucire Singer
- nel 1969, con Fulvio Mingozzi, le polveri per acqua minerale Idriz della Carlo Erba
- dal 1972 al 1976, con Rosanna Schiaffino, Hal Yamanouchi e Vera Druidi, le cucine Unibloc della Ariston (Merloni)

## Teatro
- Napoli milionaria di Eduardo De Filippo, regia di Eduardo De Filippo (1947)
- Le bugie con le gambe lunghe di Eduardo De Filippo, regia di Eduardo De Filippo (1947)
- Chi è cchiu' felice 'e me! di Eduardo De Filippo, regia di Eduardo De Filippo (1947)
- La grande magia di Eduardo De Filippo, regia di Eduardo De Filippo (1948)
- Le voci di dentro di Eduardo De Filippo, regia di Eduardo De Filippo (1948)
- Quinto piano, ti saluto! di Eduardo De Filippo, regia di Eduardo De Filippo (1948)
- Uomo e galantuomo di Eduardo De Filippo, regia di Eduardo De Filippo (1949)
- La paura numero uno di Eduardo De Filippo, regia di Eduardo De Filippo (1950)
- Le tre sorelle di Anton Čechov, regia di Luchino Visconti (1952)
- La locandiera di Carlo Goldoni, regia di Luchino Visconti (1952)
- Un mese in campagna di Ivan Sergeevič Turgenev, regia di Orazio Costa (1952)
- Lazzaro di Luigi Pirandello, regia di Claudio Fino (1952)
- Chéri di Léopold Marchand, (da Colette), regia di André Bersacq (1952)
- Capitan Carvallo di Denis Cannan, regia di Mario Ferrero (1952)
- C'era una volta una piccola strega di John William Van Druten, regia di Lucio Chiavarelli (1953)
- Crimine perfetto di Frederick Knott, regia di Renzo Ricci e Lucio Chiavarelli (1953)
- I desideri del settimo anno di George Axelrod regia di Lucio Chiavarelli (1953)
- Il pellicano ribelle di Enrico Bassano, regia di Lucio Chiavarelli (1953)
- Una vita per il vento di André Obey, regia di Giulio Pacuvio (1955)
- I nemici non mandano fiori di Pedro Bloch, regia di Andrea Camilleri (1955)
- Questa sera si recita a soggetto di Luigi Pirandello, regia di Guido Salvini (1957)
- Mariana Pineda di Federico García Lorca, regia Lucio Chiavarelli (1957)
- Con l'amore non si scherza di Alfred de Musset, regia di Roberto Ciuni (1957)
- Gl'innamorati di Carlo Goldoni, regia di Nico Pepe (1957)
- Caviale e lenticchie di Giulio Scarnicci e Renzo Tarabusi (riduzione di Aldo Giuffrè), regia di Giulio Scarnicci e Renzo Tarabusi (1957)
- Mettiamo le carte in tavola di Aldo Giuffré e Antonio Ghirelli, regia di Ugo Fasano (1957)
- L'ultimo scugnizzo di Raffaele Viviani, regia di Vittorio Viviani (1957)
- L'uovo di Félicien Marceau, regia di Luciano Salce (1958)
- I grilli intorno alla casa di Luigi Sarzano, regia di Accursio Di Leo (1958)
- Gli straccioni di Annibale Caro, regia di Guido Salvini (1959)
- Racconto d'inverno di William Shakespeare, regia di Guido Salvini (1959)
- Mercadet, l'affarista di Honoré de Balzac, regia di Virginio Puecher (1959)
- La lupa, da Giovanni Verga, regia di Giuseppe Di Martino (1962)
- Il muro del silenzio di Paolo Messina, regia di Ottavio Spadaro (1962)
- Le catacombe o Le donne confuse di Franca Valeri, regia di Vittorio Caprioli (1963)
- Le notti dell'ira di Armand Salacrou, regia di Giorgio Strehler (1964)
- Vestire gli ignudi di Luigi Pirandello, regia di Gianni Santuccio (1964)
- Don Pietro Caruso di Roberto Bracco, regia di Maner Lualdi (1964)
- Inquisizione di Diego Fabbri, regia di Sergio Velitti (1964)
- I sogni muoiono all'alba di Indro Montanelli, regia di Maner Lualdi (1964)
- La donna nell'armadio di Ennio Flaiano, regia di Gianni Santuccio (1964)
- Hanno rapito il presidente di Dino Verde, regia di Luigi Filippo D'Amico (1965)
- Santa Giovanna di George Bernard Shaw, regia di Franco Enriquez (1967)
- La morte di Flavia e delle sue bambole di Salvato Cappelli, regia di Silverio Blasi (1967)
- La ragazza di Stoccolma di Alfonso Leto, regia di Ruggero Jacobbi (1968)
- Spirito allegro di Noël Coward, regia di Daniele D'Anza (1969)
- Otto mele per Eva di Gabriel Arout (da Anton Čechov), regia di Daniele D'Anza (1970)
- Un coperto in più di Maurizio Costanzo, regia di Carlo Giuffré (1972)
- Lascio alle mie donne di Diego Fabbri, regia di Daniele D'Anza (1972)
- La sera del sabato di Guglielmo Giannini, regia di Aldo Giuffrè (1974)
- Al ladro! Al ladro! di Pier Benedetto Bertoli, regia di Aldo Giuffrè (1975)
- 'O juorno 'e San Michele di Elvio Porta, regia di Mico Galdieri (1977)
- Notà Pettolone di Pietro Trinchera, regia di Mico Galdieri (1978)
- Serata con Petito, su testi di Antonio Petito, regia di Gennaro Magliulo (1979)
- A che servono questi quattrini? di Armando Curcio, regia di Carlo Giuffré (1979)
- Quando l'amore era mortal peccato di Pietro Trinchera, regia di Carlo Giuffré (1980)
- I casi sono due di Armando Curcio, regia di Carlo Giuffré (1981)
- La fortuna con l'effe maiuscola di Eduardo De Filippo e Armando Curcio, regia di Carlo Giuffré (1983)
- Rispettabile pubblico!, su testi di Antonio Petito, regia di Carlo Giuffré (1985)
- L'amico di papà di Eduardo Scarpetta, regia di Aldo Giuffrè (1988)
- Fine del gioco di Aldo Giuffrè e Bruno Colella, regia di Aldo Giuffrè (1988)
- Turandot di Carlo Gozzi (adattamento di Luigi Lunari), regia di Luca De Fusco (1988)
- Aida di Antonio Petito, regia di Armando Pugliese (1989)
- La signora è cotta? di Aldo Giuffrè, regia di Aldo Giuffrè (1989)
- On va faire la cocotte di George Feydeau, regia di Aldo Giuffrè (1990)
- Parole d'amore di Aldo Giuffrè, regia di Aldo Giuffrè (1990)
- La lettera di mammà di Peppino De Filippo, regia di Aldo Giuffrè (1991)
- I ragazzi irresistibili di Neil Simon, regia di Marco Parodi (1991)
- Addio Amadeus, benvenuto Mozart di Aldo Giuffrè e Tony Stefanucci, regia di Aldo Giuffrè (1991)
- Sarà stato Giovannino di Paola Riccora, regia di Aldo Giuffrè (1992)
- Pellecchia, la guerra e l'amor, da Maurice Hennequin, regia di Aldo Giuffrè (1992)
- 'O tuono 'e marzo di Eduardo Scarpetta, regia di Aldo Giuffrè
- Ma c'è papà di Peppino De Filippo e Titina De Filippo, regia di Aldo Giuffrè (1993)
- La risposta è no! di Augusto Carloni e Aldo Giuffrè, regia di Aldo Giuffrè (1993)
- La fortuna con l'effe maiuscola di Eduardo De Filippo e Armando Curcio, regia di Carlo Giuffré (1996)
- Si fa per ridere di Aldo Giuffré, regia di Aldo Giuffrè (1996)
- Il medico dei pazzi di Eduardo Scarpetta, regia di Aldo Giuffrè (1996)
- Il malato immaginario di Molière, regia di Aldo Giuffrè (1999)
- L'uomo, la bestia e la virtù di Luigi Pirandello, regia Aldo Giuffrè (2000)
- La bottega del caffè di Rainer Werner Fassbinder (da Carlo Goldoni), regia di Massimo Belli (2002)
- Una commedia in famiglia di Eduardo Scarpetta, regia di Aldo Giuffrè (2003)

## Prosa radiofonica Rai
- Filumena Marturano, commedia di Eduardo De Filippo, regia di Eduardo, trasmessa il 1 gennaio 1952.
- Assunta Spina di Salvatore Di Giacomo, regia di Alberto Casella, trasmessa 1 maggio 1953.
- Luciella Catena di Ferdinando Russo, regia di Anton Giulio Majano, trasmessa il 24 agosto 1953.
- La verità sospetta, commedia di Juan Ruiz de Alarcón, regia di Umberto Benedetto, trasmessa il 19 dicembre 1954.
- Il Campiello di Carlo Goldoni, regia di Corrado Pavolini, trasmessa il 8 febbraio 1955.
- Canta napoletano!, di Giusto Vittorini, con Aldo Giuffrè, regia di Marco Visconti 1955
- La sera del sabato di Guglielmo Giannini, regia di Anton Giulio Majano, trasmessa il 22 agosto 1955.
- Un nuovo modo di pagare i vecchi debiti, commedia di Philip Massinger, regia di Giorgio Bandini, trasmessa il 26 febbraio 1961.
- Un tintinnio risuonante, commedia di Norman Frederick Simpson, regia di Flaminio Bollini, trasmessa il 12 luglio 1963.
- La fidanzata del bersagliere, radiodramma di Edoardo Anton, regia di Luciano Mondolfo, trasmesso il 7 gennaio 1964.

## Varietà radiofonici Rai
- Moderato tranquillo, piccola guida alla serenità condotto da Aldo Giuffrè, a cura di Mino Caudana e Marcello Ciorciolini, trasmesso il 10 gennaio 1961.

## Doppiaggio
- Renato Baldini in Il mulatto, Gli scontenti
- Armando Francioli in Cani e gatti
- Vincenzo Musolino in Due soldi di speranza
- Armando Curcio in Suor Maria
- Giacomo Furia in Suonno d'ammore
- Renato Carosone in Maruzzella
- Fausto Cigliano in Classe di ferro
- Sergio Bruni in Serenata a Maria
- Walter Santesso in El Alamein
- Franco Fabrizi in Adorabili e bugiarde
- José Suarez in La sfida
- Lex Barker in La scimitarra del saraceno
- Aldo Bufi Landi in Il mattatore
- Serge Reggiani in Tutti a casa
- Jack Palance in Il giudizio universale
- Philippe Leroy in Leoni al sole
- Vittorio Caprioli in A porte chiuse
- Francisco Rabal in I tromboni di frà Diavolo
- Rod Steiger in Le mani sulla città
- Herbert Lom in La capanna dello zio Tom
- Joachim Fuchsberger in Io la conoscevo bene
- Jean Marais in Fantomas contro Scotland Yard (solo nel ruolo di Fantomas)
- Livio Lorenzon in Io non protesto, io amo
- Vittorio De Sica in Colpo grosso alla napoletana
- Charles Bronson in I cannoni di San Sebastian
- Frank Wolff in L'amore breve
- Mario Adorf in Gli specialisti
- Peter Finch in Domenica, maledetta domenica
- Fabio Testi in Il carabiniere
- Murray Hamilton in Il laureato
- Charles Durning in Quel pomeriggio di un giorno da cani
- Luigi Pistilli in La battaglia d'Inghilterra
- Luis Dávila in Matalo!

## Doppiatori Italiani
- Pino Locchi in Capitan Fantasma, Il carabiniere a cavallo, Ercole sfida Sansone, Il buono, il brutto, il cattivo
- Carlo Giuffré in Racconti romani, I magliari
- Giacomo Furia in Totò contro il pirata nero (Burrasca quando cade dalle scale)
- Giuseppe Rinaldi in Due mafiosi nel Far West
- Sergio Fiorentini in Colpo in canna